# Notoryctemorphia
Los notoricteromorfos (Notoryctemorphia) son un orden de mamíferos marsupiales conocidos vulgarmente como topos marsupiales. Presentan un asombroso parecido tanto morfológico como etológico con los topos dorados, placentarios pertenecientes a la familia Chrysochloridae, aunque se trate de especies muy alejadas filogenéticamente.
De hecho, estos extraños y antiguos mamíferos comenzaron su evolución independientemente de cualquier otro marsupial hace más de 50 millones de años.